# Jerzy Barzowski
Jerzy Barzowski (ur. 10 sierpnia 1951 w Pomysku Wielkim) – polski polityk, samorządowiec, poseł na Sejm III kadencji.

## Życiorys
W 1981 ukończył liceum ogólnokształcące w Bytowie. Uzyskał magisterium ze stosunków międzynarodowych na Akademii Marynarki Wojennej w Gdyni.
Pod koniec lat 60. pracował w Stoczni Gdańskiej im. Lenina, następnie do 1974 w przedsiębiorstwie „Instal” w Gdańsku. Od 1974 do 1990 był zatrudniony w Zakładach Okrętowych Urządzeń Elektrycznych i Automatyki „Elmor” w Bytowie. W 1980 wstąpił do „Solidarności”, przewodniczył komisji zakładowej związku. Po 13 grudnia 1981 działał w podziemiu na terenie województwa słupskiego. W latach 90. był członkiem władz regionalnych związku.
W latach 1994–1998 oraz 2002–2006 pełnił funkcję zastępcy burmistrza Bytowa, od 1998 do 2002 sprawował urząd burmistrza. W 1993 startował do Sejmu z listy NSZZ „S”. W 1997 został wybrany posłem III kadencji z listy Akcji Wyborczej Solidarność, w 2001 bez powodzenia ubiegał się o reelekcję. Należał do Ruchu Społecznego, w 2004 przystąpił do Partii Centrum (wyrejestrowanej w 2008), z ramienia której w 2005 bez powodzenia kandydował do Sejmu.
W wyborach samorządowych w 2006 bezskutecznie kandydował do sejmiku pomorskiego z listy Prawa i Sprawiedliwości. Jednocześnie kierowane przez niego lokalne ugrupowanie „Porozumienie Samorządowe” w wyborach gminnych i powiatowych zblokowało swoje listy z Platformą Obywatelską. W 2007 został kierownikiem Centrum Integracji Społecznej w Bytowie. W tym samym roku objął mandat radnego sejmiku, zwolniony przez Piotra Stankego, który uzyskał mandat poselski. Utrzymywał go również w 2010, 2014 i 2018. Wstąpił do PiS; wystartował z listy tej partii w 2011, 2015 i 2023 do Sejmu oraz w 2014 do Parlamentu Europejskiego. W 2024 wybrany na radnego powiatu bytowskiego.

## Odznaczenia
Otrzymał Brązowy (2004) i Srebrny (2010) Krzyż Zasługi, Krzyż Wolności i Solidarności (2016) oraz Krzyż Kawalerski Orderu Odrodzenia Polski (2021).